# Donald-Duck-Partei
Die Donald-Duck-Partei (schwedisch Kalle Anka-partiet) ist eine schwedische Partei, welche nach dem Disney-Charakter Donald Duck benannt ist. Obwohl die Partei offiziell nie existierte, erhielt sie bei mehreren Reichstagswahlen in höherer Zahl eingeschriebene Stimmen, so dass sie teilweise neuntstärkste Partei Schwedens war. Bei den schwedischen Reichstagswahlen können auf dem Wahlzettel handschriftlich beliebige Parteien gewählt werden.
1991 konnte die Partei 1535 Stimmen auf sich vereinen. Ihr Programm bestand aus den Forderungen "kostenloser Alkohol und breitere Gehwege". 2002 wurden für die Partei eigene Wahlzettel gedruckt, sie kam allerdings nur auf 10 Stimmen. Bei den letzten Wahlen kam die Partei auf 225 (2006), 168 (2010), 213 (2014) bzw. 144 (2022) Stimmen.